# Lentegí
Lentegí er en by og kommune i det sydøstlige Spanien i provinsen Granada. Den har et indbyggertal på 350 (2024) indbyggere.